# سایمون جانسون (بازیکن فوتبال)
سایمون جانسون (انگلیسی: Simon Johnson؛ زادهٔ ۹ مارس ۱۹۸۳) بازیکن فوتبال اهل بریتانیا است.
از باشگاه‌هایی که در آن بازی کرده‌است می‌توان به باشگاه فوتبال بارنزلی، باشگاه فوتبال گایزلی، باشگاه فوتبال بری، باشگاه فوتبال ساندرلند، باشگاه فوتبال هال سیتی، باشگاه فوتبال دارلینگتون، باشگاه فوتبال سولیهال مورس، باشگاه فوتبال لیدز یونایتد، باشگاه فوتبال دونکستر راورز، باشگاه فوتبال بلکپول، و باشگاه فوتبال هرفورد یونایتد اشاره کرد.
وی همچنین در تیم ملی فوتبال زیر ۲۰ سال انگلستان بازی کرده‌است.